# 中原里 (蘆洲區)
中原里為台灣新北市蘆洲區轄下之一里，蘆洲國中位於本里，人口在蘆洲38個里中排行第13名（2015年9月）。

## 交通
中原里內的主要幹道為南北向貫穿而過的中正路，臺北聯營公車14、225、232副線、508、704行經中正路，公車可通台北捷運各主要車站與台北車站。

## 學校
- 新北市立蘆洲國民中學：位於本里5鄰
- 國立空中大學校本部暨台北學習指導中心：位於保佑里，鄰近本里。

## 書局
- 阿福的書店[1]（位於國立空中大學對面）

## 便利商店
- 7-ELEVEn
  - 蘆正門市
  - 前進門市（直營門市）[2]
  - 蘆興門市：長樂路2之6號1樓（直營門市）
  - 盛發門市：光復路10號1樓
- 萊爾富
  - 蘆洲洲正店

## 古蹟
- 李氏古厝[3]

## 外部連結
- 蘆洲區公所-中原里介紹